# 千葉県立検見川高等学校
千葉県立検見川高等学校（ちばけんりつ けみがわこうとうがっこう）は、千葉県千葉市美浜区真砂に所在する県立高等学校。
略称は「検見高」（けみこう）。

## 設置学科
- 普通科

## 概要
1期生の入学試験及び合格発表は、まだ校舎が無かったので千葉県立千葉東高等学校で行われた。
1974年4月8日、開校式・入学式を千葉市立花園中学校にて実施。
初代校長は中村浩。
1期生はプレハブ校舎で1年間をすごし、2期生からは新校舎で勉強できる環境となった。
現在では、プレハブ校舎は陸上部倉庫などに利用されている。
柔道部がないため柔道場がフローリングに工事され、小体育館として卓球・フェンシング部などの部活動が使用している。令和2年度に改修工事を行ったが、天井から雨水が落ちてくる問題が発生している。
2007年には普通教室の冷暖房の設置が完了。特別教室にも2016年に設置された。千葉県の公立高校の中でも僅かしかないWi-Fiが普通教室に整備されている学校であり、プロジェクターを使用した授業も多い。また授業連絡や予定、検温などはスマホアプリを活用しているなど、IT化が進んでいる。
部活動ではフェンシング部や放送委員会が全国大会へ出場している。
また、サッカー部は千葉県公立高校で唯一1部リーグに所属している。

## 部活動

### 運動部
- 陸上競技部
- 水泳部
- バレーボール部
- 男子バスケットボール部
- 女子バスケットボール部
- サッカー部
- ラグビー部
- 男子テニス部
- 女子テニス部
- 野球部
- ソフトボール部
- 卓球部
- バドミントン部
- 剣道部
- 山岳部
- フェンシング部

### 文化部
- 音楽部
- 茶道部
- 写真部
- 書道部
- 吹奏楽部
- 地学部
- 美術部
- 放送委員会

### 同好会
- チア同好会
- クッキング同好会
- パソコン同好会
- 演劇同好会
- ESS同好会
- イラスト同好会
- 生物同好会

## 交通
- JR京葉線、検見川浜駅より徒歩5分。
- JR総武線、新検見川駅南口より千葉海浜交通バス磯辺線「検見川浜駅」又は検見川線（五丁目廻り）「真砂４丁目」下車。
- JR稲毛駅、JR海浜幕張駅より千葉海浜交通バス マリンスタジアム線 「検見川高校」下車。

## 著名な出身者
- 伊藤大介 - 元サッカー選手、元Criacao Shinjuku所属
- 岡本昌弘 - サッカー選手、愛媛FC所属
- 桂伸衛門 - 落語家
- 山崎紘菜 - 女優
- 鈴木崚汰 - 声優